# Pseudobradya arctica
Pseudobradya arctica is een eenoogkreeftjessoort uit de familie van de Ectinosomatidae. De wetenschappelijke naam van de soort is voor het eerst geldig gepubliceerd in 1917 door Oloffson.